# 일본국 헌법 제74조
일본국 헌법 제74조(일본어: 日本国憲法第74条)은 일본국 헌법 제5장 "내각"의 조문 중 하나이다. 법률·정령에 대한 내각총리대신·국무대신(각료)의 서명에 대해 규정하고 있다.

## 조문
일본국 헌법 제74조
법률 및 정령에는 모든 주임 국무대신이 서명하고 내각총리대신이 연서함을 필요로 한다.

## 해설
법률, 정령 등 법령을 시행하는 내각의 책임을 명확히 하기 위해 모든 법률 및 정령에 행정 각부의 주임대신뿐 아니라 내각총리대신의 연서까지 필요로 한다고 규정함으로써 제72조에 규정된 내각총리대신의 지휘권을 간접적으로 보장하고 있다.